# دي. جي. كي. غولدبرغ
دي. جي. كي. غولدبرغ (بالإنجليزية: D. G. K. Goldberg)‏ (20 أكتوبر 1953 - 14 يناير 2005)؛ روائية أمريكية.